# توماس ای. اندرسون
توماس ای. اندرسون (انگلیسی: Thomas E. Anderson؛ زادهٔ ۲۸ اوت ۱۹۶۱) دانشمند رایانه اهل ایالات متحده آمریکا است. وی در زمینه‌های رایانش توزیع‌شده، شبکه رایانه‌ای و سیستم‌عامل فعالیت می‌کند.

## زندگی‌نامه
اندرسون مدرک بی‌ای در فلسفه از دانشگاه هاروارد را در سال ۱۹۸۳ و مدرک کارشناسی ارشد در علوم رایانه از دانشگاه واشینگتن در سال ۱۹۸۹ و پی‌اچ‌دی علوم رایانه از دانشگاه واشینگتن در سال ۱۹۹۱ دریافت کرد. سپس در سال ۱۹۹۱ به عنوان استادیار در بخش علوم رایانه دانشگاه کالیفرنیا، برکلی مشغول کار شد. او در سال ۱۹۹۶ به عنوان دانشیار ارتقا یافت و در سال ۱۹۹۷ به عنوان دانشیار به دانشگاه واشینگتن نقل مکان کرد.
در سال ۲۰۰۱، او به مقام استادی و در سال ۲۰۰۹ به مقام استادی رابرت ای. داینینگ در علوم رایانه ارتقا یافت. او در حال حاضر کرسی وقفی وارن فرانسیس و ویلما کلم بردلی را در اختیار دارد.

## جوایز
جوایز قابل توجه او عبارتند از:
- جایزه مارک وایزر انجمن ماشین‌های حسابگر SIGOPS در سال ۲۰۰۵[۴]

- عضو انجمن ماشین‌های حسابگر در سال ۲۰۰۵
- جایزه رایانه و ارتباطات کوجی کوبایاشی مؤسسه مهندسان برق و الکترونیک، ۲۰۱۳[۵]
- جایزه یک عمر دستاورد یوزنیکس، ۲۰۱۴
- آکادمی ملی مهندسی، ۲۰۱۶، برای «مشارکت در طراحی سیستم‌های رایانه‌ای توزیع‌شده مقاوم و کارآمد».